# ميل كريك (أوكلاهوما)
ميل كريك (بالإنجليزية: Mill Creek, Oklahoma)‏ هي بلدة أمريكية تقع في الولايات المتحدة في مقاطعة جونستون. يقدر عدد سكانها بـ 340 نسمة ومساحتها 1.0 كم2 ووترتفع عن سطح البحر 315 متر.

## التركيبة السكانية
حدّد مكتب تعداد الولايات المتحدة بيانات التركيبة السكانية لميل كريك في تعداد الولايات المتحدة. في ما يلي، التركيبة السكانية حسب تعدادي 2000 و2010.

### تعداد عام 2000
بلغ عدد سكان ميل كريك 340 نسمة بحسب تعداد عام 2000، وبلغ عدد الأسر 125 أسرة وعدد العائلات 93 عائلة مقيمة في البلدة. في حين سجلت الكثافة السكانية 350.5 نسمة لكل كيلومتر مربع (907.8/ميل2). وبلغ عدد الوحدات السكنية 147 وحدة بمتوسط كثافة قدره 151.5 لكل كيلومتر مربع (392.4/ميل2).
وتوزع التركيب العرقي للبلدة بنسبة 59.12% من البيض و30% من الأمريكيين الأصليين و1.47% من الأمريكيين ذوي الأصول الآسيوية و0.29% من الأعراق الأخرى و9.12% من عرقين مختلطين أو أكثر و0.88% من الهسبانيون أو اللاتينيون من أي عرق.
بلغ عدد الأسر 125 أسرة كانت نسبة 41.6% منها لديها أطفال تحت سن الثامنة عشر تعيش معهم، وبلغت نسبة الأزواج القاطنين مع بعضهم البعض 58.4% من أصل المجموع الكلي للأسر، ونسبة 13.6% من الأسر كان لديها معيلات من الإناث دون وجود شريك،  بينما كانت نسبة 2.4% من الأسر لديها معيلون من الذكور دون وجود شريكة وكانت نسبة 25.6% من غير العائلات. تألفت نسبة 24% من أصل جميع الأسر من عدة أفراد يعيشون في نفس المنزل ونسبة 12.8% كانت تتألف من شخص يعيش بمفرده يبلغ من العمر 65 عاماً أو أكثر. وبلغ متوسط حجم الأسرة المعيشية 2.72، أما متوسط حجم العائلات فبلغ 3.23.
بلغ العمر الوسطي للسكان 35.9 عاماً. وكانت نسبة 30% من القاطنين تحت سن الثامنة عشر، وكانت نسبة 7.1% بين الثامنة عشر والرابعة والعشرين عاماً، ونسبة 28.8% كانت واقعةً في الفئة العمرية ما بين الخامسة والعشرين والرابعة والأربعين عاماً، ونسبة 20.3% كانت ما بين الخامسة والأربعين والرابعة والستين، ونسبة 13.8% كانت ضمن فئة الخامسة والستين عاماً فما فوق. يوجد لكل 100 أنثى 91.0 ذكر، ويوجد لكل 100 أنثى في الثامنة عشر من عمرها فما فوق 84.5 ذكر.
بلغ متوسط دخل الأسرة في البلدة 24,479 دولارًا، أما متوسط دخل العائلة فبلغ 26,250 دولارًا. وكان متوسط دخل الذكور 29,500 دولارًا مقابل 16,250 دولارًا للإناث. وسجل دخل الفرد الخاص بالبلدة 10,661 دولارًا. وكانت نسبة 23.4% من العائلات ونسبة 28.7% من السكان تحت خط الفقر، وكان من هؤلاء نسبة 43% تحت سن الثامنة عشر ونسبة 20.5% في الخامسة والستين من العمر وما فوق.

### تعداد عام 2010
بلغ عدد سكان ميل كريك 319 نسمة بحسب تعداد عام 2010، وبلغ عدد الأسر 114 أسرة وعدد العائلات 78 عائلة مقيمة في البلدة. في حين سجلت الكثافة السكانية 328.9 نسمة لكل كيلومتر مربع (851.8/ميل2). وبلغ عدد الوحدات السكنية 138 وحدة بمتوسط كثافة قدره 142.3 لكل كيلومتر مربع (368.6/ميل2).
وتوزع التركيب العرقي للبلدة بنسبة 58.31% من البيض و2.51% من الأمريكيين الأفارقة و26.02% من الأمريكيين الأصليين و0.94% من الأعراق الأخرى و12.23% من عرقين مختلطين أو أكثر و3.76% من الهسبانيون أو اللاتينيون من أي عرق.
بلغ عدد الأسر 114 أسرة كانت نسبة 37.7% منها لديها أطفال تحت سن الثامنة عشر تعيش معهم، وبلغت نسبة الأزواج القاطنين مع بعضهم البعض 45.6% من أصل المجموع الكلي للأسر، ونسبة 14.9% من الأسر كان لديها معيلات من الإناث دون وجود شريك،  بينما كانت نسبة 7.9% من الأسر لديها معيلون من الذكور دون وجود شريكة وكانت نسبة 31.6% من غير العائلات. تألفت نسبة 27.2% من أصل جميع الأسر من عدة أفراد يعيشون في نفس المنزل ونسبة 15.8% كانت تتألف من شخص يعيش بمفرده يبلغ من العمر 65 عاماً أو أكثر. وبلغ متوسط حجم الأسرة المعيشية 2.80، أما متوسط حجم العائلات فبلغ 3.33.
بلغ العمر الوسطي للسكان 37.6 عاماً. وكانت نسبة 27.3% من القاطنين تحت سن الثامنة عشر، وكانت نسبة 8.2% بين الثامنة عشر والرابعة والعشرين عاماً، ونسبة 24.8% كانت واقعةً في الفئة العمرية ما بين الخامسة والعشرين والرابعة والأربعين عاماً، ونسبة 26.3% كانت ما بين الخامسة والأربعين والرابعة والستين، ونسبة 13.5% كانت ضمن فئة الخامسة والستين عاماً فما فوق. وتوزع التركيب الجنسي للسكان بنسبة 45.5% ذكور و54.5% إناث.